# Mystery of the Urinal Deuce
Mystery of the Urinal Deuce är det nionde avsnittet i den tionde säsongen av South Park. Avsnittet sändes den 11 oktober 2006 och fokuserar på 9/11-konspirationsteorier. I avsnittet undersöker Mr. Mackey mysteriet om vem som defekterade i en urinering, samtidigt som Cartman drar paralleller till 9/11, vilket får Stan och Kyle att söka sanningen bakom den historiska händelsen.

## Handling
I Mystery of the Urinal Deuce försöker Mr. Mackey ta reda på vem som defekterade i en urinering på South Park Elementary. Cartman föreslår att det är en konspiration, likt 9/11, vilket leder till att Kyle och Stan söker sanningen bakom händelsen. Cartman undersöker 9/11 och anklagar Kyle för att vara ansvarig, vilket får hela klassen att tro på honom. Kyle och Stan reser till en konspirationsteori-grupp för att rentvå Kyle, men upptäcker att gruppen tror att regeringen låg bakom attackerna. När de konfronterar Bush och andra regeringsmedlemmar avslöjas att 9/11-konspirationerna är en regeringens strategi för att manipulera folket. Slutligen avslöjas det att Stan var den som defekterade i urineringen och skyllde på regeringen.

## Produktion
Trey Parker och Matt Stone avslöjade att idén om urineringen baserades på en verklig händelse som Stone upplevde i skolan. 9/11-konspirationerna speglar deras förakt för de teorier som växte fram efter attackerna. Ursprungligen fokuserade avsnittet mer på en parodi av Dog the Bounty Hunter, men när de insåg hur mycket 9/11-temat dominerade, valde de att lägga till urineringselementet för att balansera avsnittet.

## Mottagande
IGN gav avsnittet betyget 7,7 av 10 och tyckte att det var "topiskt och humoristiskt", men ansåg att vissa delar, som urinal-historien och Hardly Boys, var "awkward och inte särskilt roliga".